# North Canton
North Canton ist eine City im Stark County im US-Bundesstaat Ohio unweit der Stadt Akron. Das U.S. Census Bureau ermittelte bei der Volkszählung 2020 eine Einwohnerzahl von 17.842.

## Geographie
Die Stadt liegt nördlich von Canton an einem Westarm des Nimishillen Creek im Nordosten von Ohio. North Canton hat eine Fläche von 15,7 km2, das Stadtgebiet befindet sich überwiegend auf der Ostseite der Interstate 77 zwischen Canton und Akron. Es gehört zu einem stark besiedelten Gebiet zwischen Canton und Akron in der sonst überwiegend ländlichen Region des nordöstlichen Ohio. Entlang der Interstate haben sich zu beiden Seiten eine ganze Reihe von gewerblichen und Industriebetrieben angesiedelt, während weiter entfernt ausgedehnte Wohngebiete liegen.

## Bevölkerung
Bei der Volkszählung im Jahr 2000 hatte North Canton 16.369 Einwohner, fast 97 % davon Weiße. Das Pro-Kopf-Einkommen lag bei 24.045 Dollar. Neben mehreren Grund- und Mittelschulen gibt es am Ort die katholische Privathochschule Walsh University sowie die North Canton Hoover Highschool.

## Geschichte
Gegründet wurde der Ort 1831 durch hauptsächlich deutsche Einwanderer als New Berlin. Ende des Ersten Weltkriegs (1918) bekam er seinen heutigen Namen.
1901 wurde eine Straßenbahn, die Interurban Line, zwischen Canton und Akron eröffnet, die auch durch North Canton verlief und wegen der verbesserten Transportmöglichkeiten ihren Beitrag zur wirtschaftlichen Entwicklung des Ortes beitrug. Kurze Zeit später erfand James Murray Spangler (1848–1915), ursprünglich der Besitzer einer Gerberei in der Stadt, im Jahr 1907 einen Vakuumstaubsauger, den Hoover-Staubsauger. Die Familie entschied sich dafür, das Gerbereigewerbe aufzugeben, und gründete die Hoover Company, das bis zur Mitte der 1930er Jahre zum weltgrößten Staubsaugerhersteller aufstieg.
Das Unternehmen prägte die Entwicklung der Stadt. Durch Spenden ermöglichte es den Bau verschiedener öffentlicher Gebäude – darunter die Stadtbibliothek – und unterstützte den Bau des 1946 errichteten Memorial Stadiums. Nach dem Unternehmen wurden die 1957 erbaute Hoover High School benannt.
1946 wurde nordwestlich der Stadt der Akron-Canton Regional Airport eröffnet, und 1966 wurde das letzte Teilstück der Interstate 77 zwischen Canton und Akron fertiggestellt. Infolge der raschen Entwicklung des Automobilverkehrs wuchs die Bevölkerung zwischen 1950 und 1970 von etwa 3500 auf fast 15.000. Aus diesem Grund wurden die meisten der heute vorhandenen Schulen in dieser Zeit gebaut.
Nach der Übernahme der Amerika-Abteilung von Hoover durch TTI im Jahr 2007 wurde der Betrieb stillgelegt und das Gelände verkauft. An die Geschichte des Unternehmens erinnert heute das Hoover Historical Center auf dem Gelände der Walsh University.

## Wirtschaft
Aufgrund der guten Verkehrsanbindung ist North Canton wirtschaftlich gut entwickelt. Von besonderem Status ist die Foreign Trade Zone, eine Sonderwirtschaftszone, innerhalb derer Handelsgüter nicht den amerikanischen Zollregeln unterliegen.
Das ehemalige Hoover-Gelände gehört heute der Industrial Realty Group, die es zur Vielzweck-Nutzung umbaut. Außer Hoover sind andere Firmen aus North Canton ebenfalls national bedeutend, so hat zum Beispiel die Firma Diebold, ein Hersteller von Geldautomaten, ihre Zentrale in Canton. Daneben sind viele weitere Firmen vor Ort ansässig, ein großer Arbeitgeber ist auch die Walsh University.

## Söhne und Töchter der Stadt
- James Murray Spangler (* 1848), Erfinder
- Joe DeRosa (* 1957), Basketballschiedsrichter
- Eddie McClintock (* 1967), Schauspieler
- Rachel Roth (* 1982), Schauspielerin
- Katiann Scherer (* 1991), Handballspielerin